# ایوان یفریموف

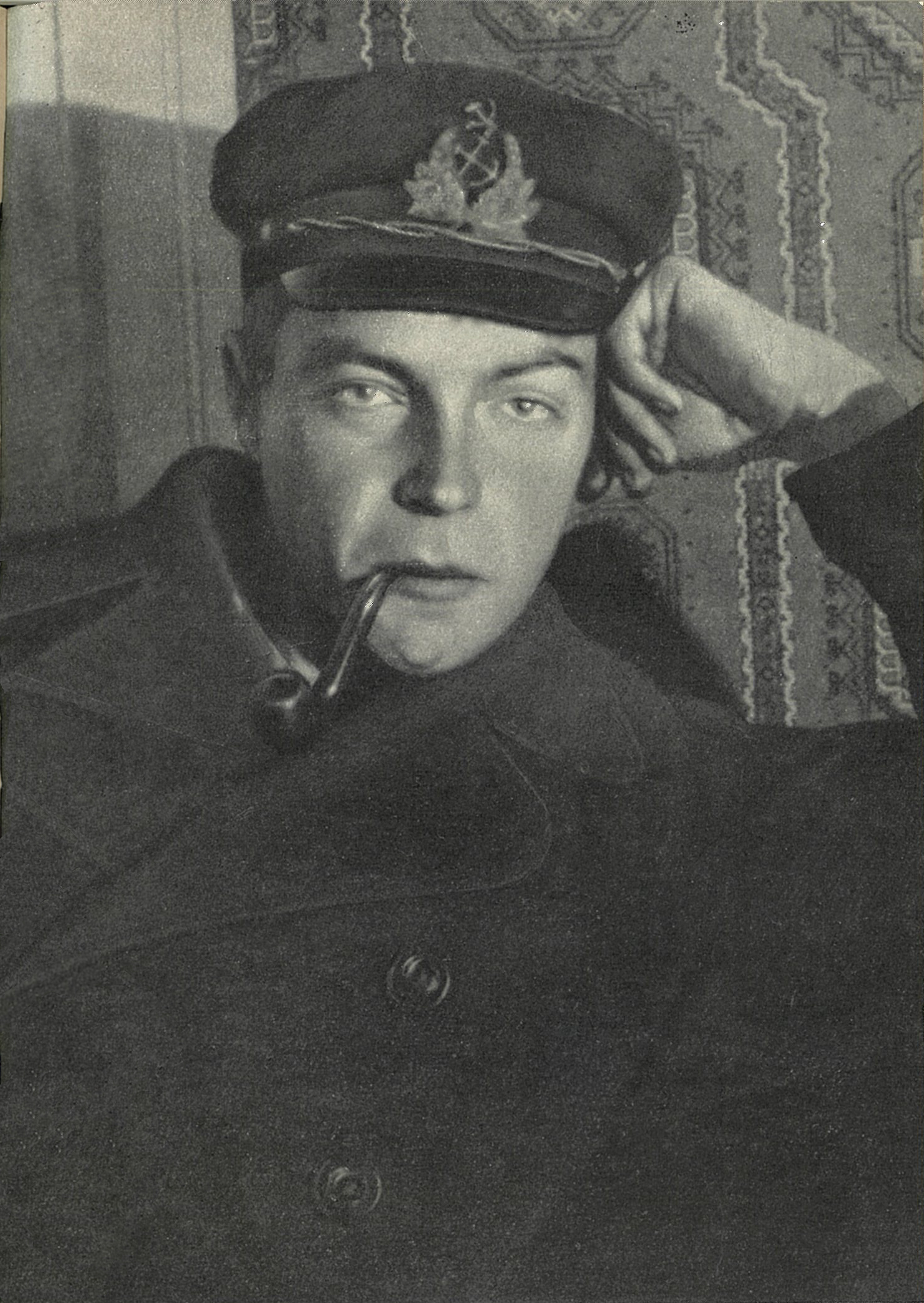
ایوان یفریموف به عنوان ناخدای یک قایق تحقیقی در لنکران، آذربایجان

ایوان آنتونویچ (آنتپویچ) یفریموف (به روسی: Ива́н Анто́нович (Анти́пович) Ефре́мов) (زاده ۲۲ آپریل ۱۹۰۸، درگذشته ۵ اکتبر ۱۹۷۲) دیرینه‌شناس، متفکر اجتماعی و نویسنده‌ی علمی-تخیلی اهل جماهیر شوروی بود. او مبدع سنگواره‌شناسی، دانش بررسی الگوهای موجود در روند شکل‌گیری سنگواره‌ها بود.

## کتابشناسی

### داستانی

#### رمان‌ها
- سرزمین کف (۱۹۴۶) - این رمان با ترجمه‌ی عزیز یوسفی به فارسی برگردانده شده است.
- اندرومدا نبیولا (۱۹۵۷-۱۹۵۹) - یفریموف در این کتاب تصویری از یک آرمان‌شهر کمونیستی در آینده‌ای دور ارائه می‌کند که در آن بشر به دنبال تسلط بر دورترین نقاط کهکشان است.
- لبه‌ی تیغ (۱۹۶۳)
- ساعت گاو نر (۱۹۶۸) - به خاطر انتقاد تلویحی‌اش از اوضاع شوروی، مقامات حکومت به دنبال حذف آن از کتابخانه‌ها و کتابفروشی‌ها بودند.[۲]
- تائیس یونانی (۱۹۷۲) - داستان تائیس را روایت می‌کند.

### غیرداستانی
- مسیر بادها (۱۹۵۶) - در مورد سفر سه ساله به مغولستان.